# Агуас ди Сао Педро
Агуас ди Сао Педро (на португалски: Águas de São Pedro, португ. произношение: [ˈaɡwas di sɐ̃w̃ ˈpedɾu]  ( чуйте)) е бразилски община в щата Сао Пауло. Намира се на 184 km от столицата на щата. С големина от само 3,61 km2, тя е втората най-малка по площ бразилска община. Населението ѝ през 2010 година е 2707 жители. Агуас ди Сао Педро означава „Водите на Свети Петър“. Името произлиза от минералните извори на нейна територия, и тяхното разположение – преди основаването на града, те са били част от община Сао Педро (Свети Петър).